# Trumbull (Connecticut)
Trumbull – miasto w Stanach Zjednoczonych, w stanie Connecticut, w hrabstwie Fairfield.
W miejscowości były kręcone sceny do filmu Droga do szczęścia z 2008 roku.
W mieście działa Society Farsharotu – najstarsza i największa organizacja arumuńska w Ameryce.